# Walter Vincent Wiese
Walter Vincent Wiese (* 22. August 1735 in Rostock; † 16. Dezember 1809 ebenda) war ein deutscher Rechtswissenschaftler, Hochschullehrer und Rektor.

## Leben
Walter Vincent Wieses Eltern waren der Kaufmann und Gewürzhändler Vincent Wiese und dessen Frau Agneta, geb. Eggebrecht(en). Er besuchte die Große Stadtschule in Rostock. Im Oktober 1751 begann er an der Universität Rostock ein Studium der Rechtswissenschaften. Seine Lehrer waren u. a. die Brüder Angelius Aepinus und Franz Aepinus sowie Joh. Eschenbach. Ab 1754 setzte er sein Studium für zwei Jahre an der Universität Göttingen fort, wo er sich neben Jura auch mit den Naturwissenschaften und etwa der Kameralistik befasste. 1756 führte ihn eine Studienreise an die verschiedenen bekannten deutschen Universitäten. Am 14. Oktober 1756 wurde er in Rostock bei Jacob Heinrich Balecke promoviert, zunächst als Lizenziat und anschließend als Doktor der Rechte.
Ab 1757 war Wiese dann in Rostock als Privatdozent tätig, daneben besuchte er von 1763 bis 1765 erneut juristische Vorlesungen in Rostock. In den Jahren 1766/67 war er als Gesandter der Stadt Rostock Konsulent beim kaiserlichen Reichshofrat in Wien. 1768 wurde er zum ersten bürgerschaftlichen Syndicus Rostocks ernannt. Dieses Amt hatte er bis 1795 inne. Ende 1776 wurde Wiese zum rätlichen ordentlichen Professor der Rechte an der Juristischen Fakultät berufen, die Einführung erfolgte am 20. Januar 1777. Wiese war neben seiner Lehrtätigkeit auch als Prokurator und Advokat an der Herzoglichen Justizkanzlei zu Rostock sowie als Prokurator am Konsistorium zu Rostock tätig.
Wiese übte während seines Wirkens an der Universität zahlreiche administrative Funktionen aus. Er war zwischen 1777 und 1798 sechsmal deren Rektor, 1790/91, 1795/96, 1800/01, 1805/06 Dekan der Juristischen Fakultät, 1791/92, 1785/96, 1806/07 und 1809/10 Mitglied des Engeren Konzils, 1794/95 Inspektor des Konviktoriums und ab 1779 Senior der Juristischen Fakultät.
Walter Vincent Wiese war seit dem 13. Februar 1765 verheiratet mit Franciska Elisabeth Burgmann, einer Tochter des Rostocker Bürgermeisters (Johann) Georg Burgmann. Ihr Sohn Georg Walter Vincent (1769–1824) wurde ebenfalls Jurist, war Kanzler der fürstlich reußischen Regierung in Gera und wurde 1806 in den Adelsstand erhoben. Wiese war durch seine Heirat verschwägert mit Heinrich Valentin Becker, Pastor an der Rostocker Jakobikirche und Professor der niederen Mathematik, Jakob Friedrich Rönnberg  (heiratete am selben Tag), Professor der Moral und Johann Christian von Quistorp, Juraprofessor in Rostock und zweimaliger Rektor der Universität Bützow.

## Schriften (Auswahl)
- De Solutione Pecuniae Pupillaris. Dissertation, 1756.
- Gedanken um die Verbesserung des Justiz-Wesens. 1757.
- Von den Rechten und Verbindlichkeiten der Gläubiger. 1771.
- De commercio peregrinorum jusque usu, durantibus nundinis hulus urbis pentecostalibus. 1777.
- D. Walter Vincent Wiese, der Rechten öffentlichen Lehrers auf der Academie zu Rostock Sammlung seiner juristischen Abhandlungen. 1783.
- Ueber die Competenz der Ehegatten nach getrennter Ehe. 1798.
- Sendschreiben an die hochlöbliche Landes-Versammlung zu Malchin über die Frage: Wie ist der jetzt vorwaltenden Theurung aller Lebensmittel abzuhelfen? 1800.
- Reflexionen über einige Artikel des Lübischen und Rostockschen Rechts. In: Patriotisches Archiv 1803/1804.
- Über das mecklenburgische Kreditwesen. In: Annalen der Mecklenburgischen Landwirtschafts-Gesellschaft. 1809.